# Patachou
Patachou, pseudonimo di Henriette Ragon (Parigi, 10 giugno 1918 – Neuilly-sur-Seine, 30 aprile 2015), è stata una cantante e attrice francese.

## Biografia

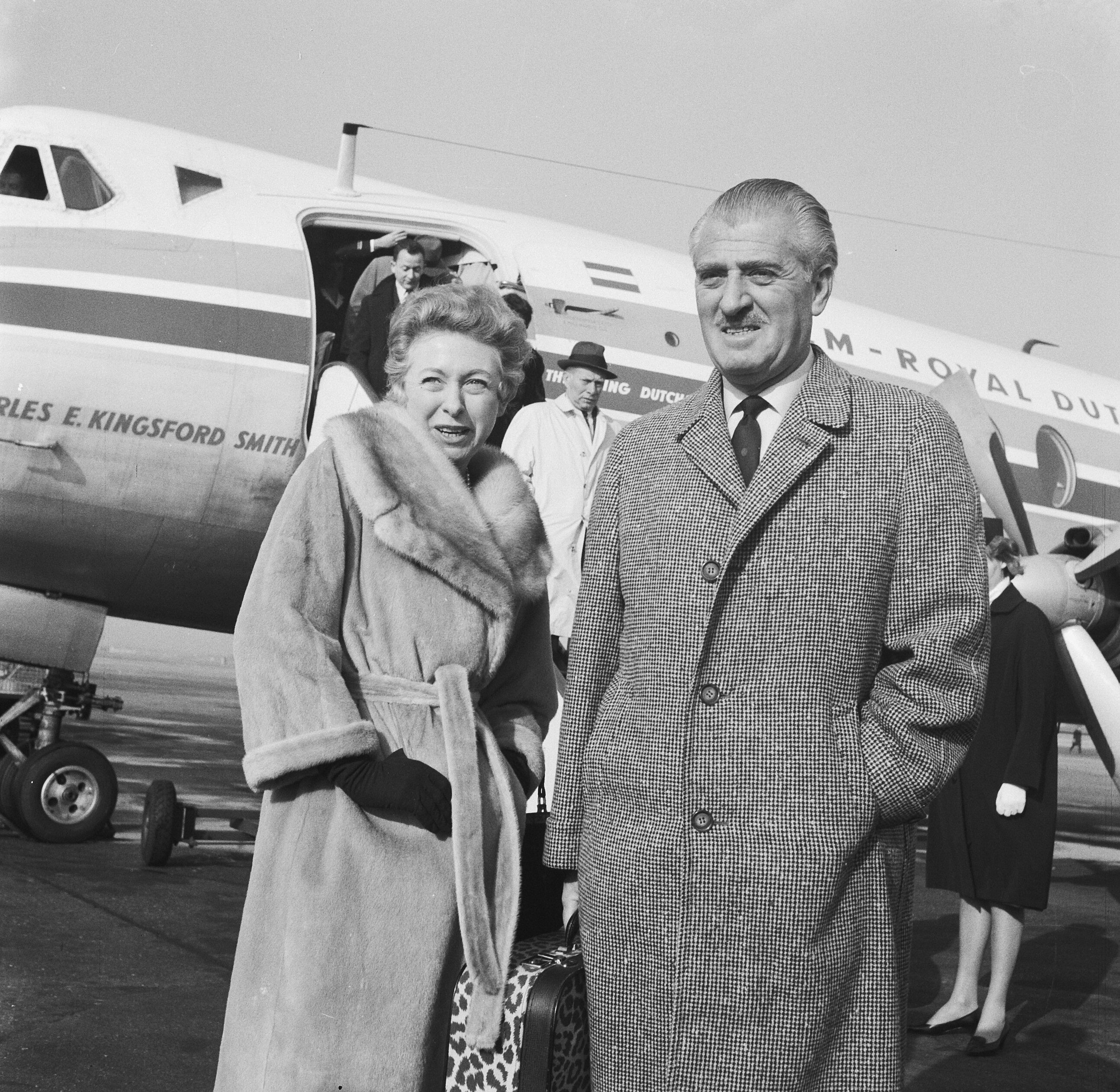
Patachou e il suo secondo marito Arthur Lesser, l'11 novembre 1962 all'aeroporto di Amsterdam-Schiphol.

### Famiglia
Figlia di Maurice Ragon e Marie-Célestine Vizet, Henriette Ragon cresce a Parigi. Svolge alcuni mestieri, dattilografa poi impiegata in una fabbrica della Gnome et Rhône durante la seconda guerra mondiale, dove conosce un ingegnere, Jean Billon, che sposa e da cui ha un figlio, il musicista e cantautore Pierre Billon.
In seconde nozze sposerà poi il produttore cinematografico statunitense Arthur Lesser.

### Carriera
Per qualche tempo venditrice di scarpe, pasticcera, antiquaria, nel 1948 apre con il marito una sala da tè al 13 di rue du Mont-Cenis a Montmartre, nel retro di una panetteria, e la chiama Chez Patachou, poi trasformandola in un ristorante, dove assume un fisarmonicista per l'intrattenimento. I clienti trovano che lei abbia una voce adorabile e si cimenta quindi con successo nel canto. I giornalisti parigini le danno il soprannome del suo locale, Patachou. Nel 1950 registra i suoi primi dischi.
La sua carriera e il suo locale hanno un grande successo e un'importante influenza sulla canzone francese.
Georges Brassens inizia "da Patachou" nel gennaio 1952, condottovi da un amico di Sète, Pierre Galante, giornalista di Paris Match. La prima sera in cui Brassens è presente, lei canta Brave Margot e Les Amoureux des bancs publics e invita il suo pubblico a fermarsi alla fine dello spettacolo per scoprire l'autore di queste canzoni. Brassens sale quindi sul palco del cabaret e canta, tra gli altri, Le Gorille e Putain de toi, che Patachou riteneva di non poter eseguire da sola. Il 23 dicembre 1952, nello studio Chopin-Pleyel, registra nove brani per l'album Patachou... chante Brassens, che include un'esclusiva Le Bricoleur (boîte à outils) e un duetto con lui, Maman, Papa.
Jacques Brel canta da Patachou per tre anni (il suo nome compare sulla targa commemorativa apposta il 22 novembre 2016 sull'edificio al 13 di rue du Mont-Cenis).
Tra i molti artisti che si esibiscono nel suo locale vi sono Édith Piaf, Charles Aznavour, Hugues Aufray, Michel Sardou, così come Claude Nougaro e Romuald.
La sua carriera decolla nel 1950 con i suoi primi dischi. Canta, sotto il nome di "Lady Patachou", all'ABC, poi al Bobino, poi in tournée in Francia e nel mondo. Dal 1953 è al Palladium di Londra, al Waldorf-Astoria e alla Carnegie Hall di New York, in tutte le principali città degli Stati Uniti, e a Montréal, nel Medio Oriente e Hong Kong.
Nel 1958 registra un disco di canzoni di Aristide Bruant sotto la direzione artistica di Boris Vian. Nel 1959 pubblica un disco a 45 giri intitolato La chose ou les ratés de la bagatelle che, per i versi ritenuti osceni verrà censurato dalla ORTF. Una versione italiana della canzone, tradotta da Giorgio Calabrese, verrà incisa da Cochi e Renato nel 1973.
All'inizio degli anni 1970 tiene concerti in Giappone e in Svezia, dove il suo registro beffardo e tipicamente parigino suscita l'entusiasmo.
In parallelo ha una carriera come attrice. A partire dagli anni 1950 appare sia al cinema sia a teatro, in particolare chiamata da Jean Renoir per French Cancan, nel 1954, e da Sacha Guitry. Dagli anni 1980 Patachou aumenta la presenza al cinema ma anche in televisione, con alcune interpretazioni molto note, tra cui la sua terrificante "matriarca" in sedia a rotelle nella serie Orages d'été, o la temuta zia di un assassino, nel film TV Pris au piège, la quale manipola un commissario di polizia e fa condannare un innocente.

### Morte

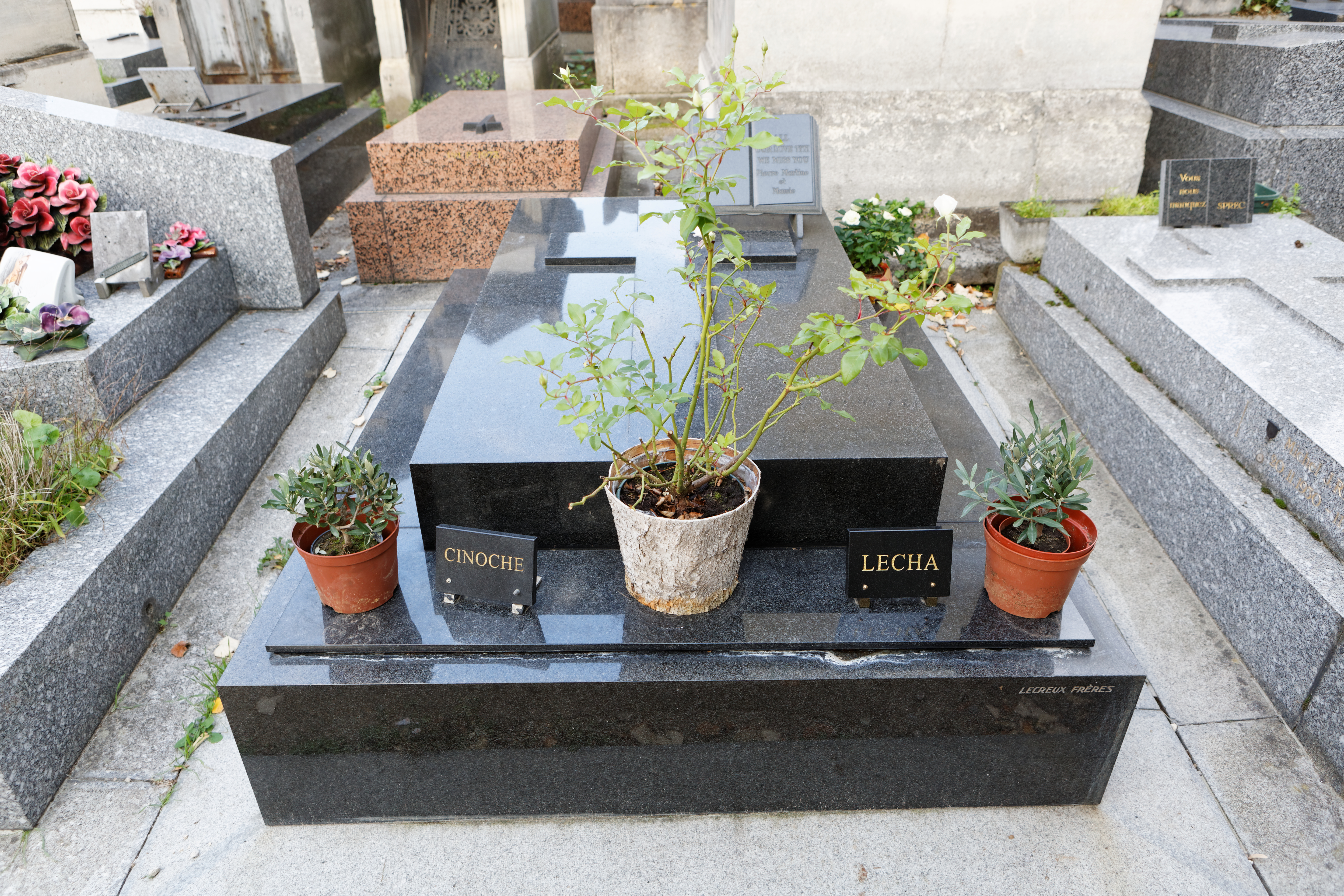
Tomba nel cimitero di Père-Lachaise.

Muore il 30 aprile 2015 nella sua casa di Neuilly-sur-Seine, a 96 anni.
Dopo il suo funerale celebrato il 7 maggio 2015, nella chiesa Saint-Justin a Levallois-Perret, alla presenza di numerose personalità, è poi sepolta nella seconda divisione del cimitero di Père-Lachaise.

## Filmografia

### Cinema
- Jouons le jeu, regia di André Gillois (1952) - (episodi: L'avarice e La fidélité)
- Femmes de Paris, regia di Jean Boyer (1953) - canta Brave Margot di Brassens
- Confidences en zig-zag sur l'amour, regia di André Gillois - cortometraggio (1953)
- Napoleone Bonaparte (Napoléon), regia di Sacha Guitry (1955)
- French Cancan, regia di Jean Renoir (1955)
- Faubourg St Martin, regia di Jean-Claude Guiguet (1986)
- La Rumba, regia di Roger Hanin (1987)
- Avec sentiment, regia di Paul Vecchiali - cortometraggio (1987)
- Le Champignon des Carpathes, regia di Jean-Claude Biette (1989)
- Les Matins chagrins, regia di Jean-Pierre Gallepe (1990)
- Chasse gardée, regia di Jean-Claude Biette (1992)
- Cible émouvante, regia di Pierre Salvadori (1993)
- La Voisine du dessus, regia di André Grall - cortometraggio (1993)
- Tempus fugit, regia di Stéphan Carpiaux - cortometraggio (1998)
- Pola X, regia di Leos Carax (1999)
- La strada di Félix (Drôle de Félix), regia di Olivier Ducastel e Jacques Martineau (2000)
- Actors (Les Acteurs), regia di Bertrand Blier (2000)
- Belfagor - Il fantasma del Louvre (Belphégor – Le fantôme du Louvre), regia di Jean-Paul Salomé (2001)
- San Antonio, regia di Frédéric Auburtin (2004)

### Televisione
- La Clé des champs – serie TV, 1 episodio (1959)
- Le Disparu du 7 octobre, regia di Jacques Ertaud – film TV (1983)
- Fugue en femme majeure, regia di Patrick Villechaize – film TV (1985)
- La Maison piège, regia di Michel Favart – film TV (1987)
- Sentiments – serie TV, 1 episodio (1987)
- L'uomo che viveva al Ritz (The Man Who Lived at the Ritz), regia di Desmond Davis – film TV (1989)
- Orages d'été – serie TV, 8 episodi (1989)
- Juliette en toutes lettres – serie TV, episodio 1x12 (1989)
- Coplan – serie TV, 2 episodi (1989)
- La notte dei generali (Night of the Fox), regia di Charles Jarrott – film TV (1990)
- Bordertown – serie TV, episodio 3x25 (1991)
- L'Héritière, regia di Jean Sagols – film TV (1991)
- Poivre et sel – serie TV (1992)
- Le Lyonnais – serie TV, 1 episodio (1992)
- Meurtre avec préméditation – serie TV, 1 episodio (1993)
- Un soleil pour l'hiver, regia di Laurent Carcélès – film TV (1993)
- Les Grandes Marées, regia di Jean Sagols – miniserie TV (1993)
- 3000 scénarios contre un virus – serie TV, episodio 1x06 (1994)
- Il commissario Cordier (Les Cordier, juge et flic) – serie TV, episodio 3x01 (1995)
- Le Cœur étincelant, regia di Henri Helman – film TV (1995)
- Tendre piège, regia di Serge Moati – film TV (1996)
- Hold-up en l'air, regia di Eric Civanyan – film TV (1996)
- Le Vol de la colombe, regia di Michel Sibra – film TV (2001)
- Les Petites mains, regia di Lou Jeunet – film TV (2001)
- T'as voulu voir la mer..., regia di Christian Faure – film TV (2003)
- Les Bleus: Premiers pas dans la police – serie TV, episodio 1x01 (2006)

## Teatro
- 1960: Impasse de la fidélité di Alexandre Breffort, regia di Jean-Pierre Grenier, théâtre des Ambassadeurs
- 1985: Le Sexe faible di Édouard Bourdet, regia di Jean-Laurent Cochet, teatro Hébertot, Isabelle
- 1990: Intere giornate sugli alberi di Marguerite Duras, regia di Jean-Luc Tardieu, Centro culturale Loire-Atlantique Nantes, Centro nazionale della creazione di Orléans
- 1996: Le Siècle di Michèle Laurence, regia di François Bourcier, théâtre Rive Gauche

## Canzoni più note
- À Paris (Francis Lemarque)
- C'est si bon (Henri Betti/André Hornez)
- La Complainte de la Butte (Georges van Parys/Jean Renoir)
- La Prière (Georges Brassens)
- Le Piano du pauvre (Léo Ferré)
- Padam, padam... (Norbert Glanzberg/Henri Contet)
- Sous les ponts de Paris (Vincent Scotto/Jean Rodor)
- Maman, Papa (Georges Brassens/Patachou)